# Molophilus flemingi
Molophilus flemingi är en tvåvingeart som beskrevs av Alexander 1950. Molophilus flemingi ingår i släktet Molophilus och familjen småharkrankar.
Artens utbredningsområde är Venezuela. Inga underarter finns listade i Catalogue of Life.